# تشاك شيلينغ
تشاك شيلينغ (بالإنجليزية: Chuck Schilling) هو لاعب كرة قاعدة أمريكي، ولد في 25 أكتوبر 1937 في بروكلين في الولايات المتحدة.

## وصلات خارجية
- تشاك شيلينغ على موقع دوري كرة القاعدة الرئيسي (الإنجليزية)
- تشاك شيلينغ على موقعبيزبول رفرنس.كوم (الدوري الرئيسي) (الإنجليزية)
- تشاك شيلينغ على موقعبيزبول رفرنس.كوم (الدوري الثانوي) (الإنجليزية)